# Alfred Biolek
Alfred Franz Maria Biolek (někdy zkráceně jen Bio, 10. července 1934 Karviná – 23. července 2021 Kolín nad Rýnem) byl německý žurnalista s českými kořeny, televizní moderátor a producent, kuchař a spisovatel. Mezi jeho nejznámější pořady patří Bio’s Bahnhof, Boulevard Bio nebo alfredissimo!.

## Život

### Dětství
Narodil se v červenci roku 1934 do dobře situované rodiny právníka Josepha Biolka a herečky Hedwigy Lerchové jako nejmladší ze tří bratrů. Podle svých slov na Moravě prožil šťastné dětství. Byl římským katolíkem a také ministrantem.
Jeho otec byl členem Sudetoněmecké strany a místostarostou Karviné. Po druhé světové válce byla rodina odsunuta a žila ve městě Weiblingen u Stuttgartu. Jeho otec zde nadále pracoval jako právník, jeho bratr zde v roce 1952 zemřel na mozkový nádor a druhý bratr se stal rozhlasovým novinářem.

### Kariéra
Až do poloviny šedesátých let pracoval jako právník, ale zároveň jako televizní moderátor. Od roku 1974 pracoval pro Bavaria Film. V roce 1976 začal vysílat pro WDR v Kolíně nad Rýnem talkshow Kölner Treff. O dva roky později začal pracovat jako filmový producent, který pro televizi objevil např. Helen Schneider, Kate Bush nebo Hermana van Veen.
Po nějakou dobu byl členem CDU.
V roce 1990 se stal čestným profesorem na Akademii mediálních umění v Kolíně nad Rýnem.
V roce 2007 vysílal poslední díl alfreddisima.
Zemřel 23. července v roce 2021 ve věku 87 let a je pohřben na Melatenfriedhof v Kolíně nad Rýnem.